# رقص کلاسیک ایرانی
رقص کلاسیک ایرانی سبکی از رقص کنسرت است که از رقص درباری تکامل یافته‌است. یکی از عوامل مهم در رقص ایرانی، دودمان قاجار بود که از سال ۱۷۹۵ تا ۱۹۲۵ میلادی سلطنت کردند. در این دوره آن رقص را «رقص کلاسیک ایرانی» نامیدند. رقصندگان در دربار شاه رقص‌های هنری را برای مراسمی مانند تاج‌گذاری، جشن ازدواج و نوروز اجرا می‌کردند. ظهور قاجار نگرش مردم را نسبت به رقص آزاد کرد، اگرچه رقص صرفاً در دربار سلطنتی و در میان نخبگان و خانواده‌های ثروتمند اجرا می‌شد. رقصندگان دربار احترام به رقص را به یک شکل هنری ارتقا دادند.